# Four (pupazzo)
Four è un personaggio immaginario nel cast della trasmissione Ciao Ciao nonché simbolo di Rete 4. Molto conosciuto negli anni ottanta, veniva affiancato a Uan, mascotte di Italia 1, e Five, mascotte di Canale 5.

## Storia
Four era un orsetto antropomorfo dalla pelliccia bruna, con grandi occhi azzurri, naso a pallina arancio, orecchie tonde, un ciuffo chiaro in testa. Come il pupazzo Uan, anche Four era doppiato nelle prime due edizioni di Ciao Ciao da Giancarlo Muratori, mentre dal 1986 è doppiato da Pietro Ubaldi.
A differenza di Uan, il barboncino rosa che rispecchiava il bambino delle elementari pestifero e pierinesco, Four rappresentava un adolescente che frequentava le scuole medie.
Lo si capisce dal timbro di voce più adulto rispetto a quello di Uan e da molti atteggiamenti che, negli anni '80, caratterizzavano i giovani alla moda del tempo: Four parlava in gergo paninaro e i suoi idoli musicali erano i Duran Duran, allora gruppo di tendenza di cui si vantava di possedere i poster. Tale personaggio era quindi stato creato per attrarre anche un pubblico di ragazzi più grandicelli, i quali potevano così riconoscersi in Four in quanto membro di un "gruppo", in questo caso appunto la sottocultura paninara.
Parecchio adolescenziale era anche il tipo di compagnia che affiancava Four: spesso infatti si trattava di belle ragazze presentatrici delle varie edizioni, diverse quindi dai personaggi comici ma quasi genitoriali che caratterizzavano la quotidianità di Uan, anche se all'occorrenza sapevano essere delle "mamme" per lui (Giorgia Passeri dal 1984/85 al 1987/88, Debora Magnaghi nel 1988/89 Paola Tovaglia dal 1989/90 al 1991/92). Nelle sigle della trasmissione la mascotte era dietro in seconda fila vicino a Marianna Brusegan.
Col passare del tempo e delle mode la personalità e la fisionomia di Four cambiarono parecchio. Si direbbe infatti che è il pupazzo che ha subito anche i cambiamenti fisici più significativi anche grazie al rimpicciolimento dei meccanismi posti al suo interno che ne muovevano occhi e orecchie. Negli anni '80 era caratterizzato da un muso non troppo lungo, testa arrotondata e un pelo bruno che contrastava col ciuffetto bianco che aveva in testa, l'arancione del naso e il giallo che gli colorava l'interno della bocca. Era dunque un personaggio che colpiva anche per il vistoso contrasto di colori che lo caratterizzava. Nei primi anni '90 Four abbandonò il linguaggio gergale, l'aspetto del pupazzo cambiò e infatti, oltre ad avere colori meno sgargianti il muso divenne più lungo. A metà anni '90 Four fu poi affiancato da suo cuginetto Fourino (molto simile a Four, ma più piccolo, di colore arancione e con un crestino di capelli gialli in testa, doppiato da Davide Garbolino) e dalla scimmietta Ragù, personaggio più infantile, che comparve nella trasmissione Ciao Ciao Mattina, condotta da Paola Tovaglia e Davide Garbolino fino alla chiusura della stessa.
Col passare degli anni, insieme agli altri due pupazzi, Four è stato accantonato dall'emittente. Nel 2001, i pupazzi Uan, Four e Five furono donati alla Scuola di Arte Drammatica "Paolo Grassi" di Milano. La notte del 15 ottobre 2005, i tre pupazzi furono rubati e ancora oggi rimane un mistero la loro sparizione, aggravata anche dal fatto che, essendo di fattura originale, ne esistono pochissime copie.
Nel 2015 Four appare per pochi istanti nel videoclip del singolo Maria Salvador del rapper italiano J-Ax.

## "Parentela" con Uan
Veniva spesso citato da Uan (e viceversa) come suo cugino, questo perché provenivano dagli stessi creatori e si muovevano per mezzo degli stessi animatori, malgrado la diversità di specie animale rappresentata dai due pupazzi (Uan era un cane e Four era un orso, quindi nella realtà un possibile grado di parentela tra queste due bestie sarebbe stato palesemente inverosimile).

## Discografia

### Partecipazioni
Sigle incise da Four con vari conduttori nella collana di LP Fivelandia:
- 1985 - Nuovi amici a Ciao Ciao (incisa nell'album Fivelandia 3) - con Giorgia Passeri, Piccolo Coro dell'Antoniano
- 1986 - Four e Giorgia Ciao Ciao (incisa nell'album Fivelandia 4) - con Giorgia Passeri, I Piccoli Cantori di Milano
- 1987 - Ciao Ciao gioca con noi  (incisa nell'album Fivelandia 5) - con Giorgia Passeri, I Piccoli Cantori di Milano
- 1988 - Ciao Ciao siamo tutti tuoi amici (incisa nell'album Fivelandia 6 – Le più belle sigle originali dei tuoi amici in TV) - con Debora Magnaghi, I Piccoli Cantori di Milano
- 1989 - Per me, per te, per noi, Ciao Ciao (incisa nell'album Fivelandia 7) - con Paola Tovaglia, I Piccoli Cantori di Milano
- 1990 - Finalmente Ciao Ciao  (incisa nell'album Fivelandia 8) - con Paola Tovaglia, Flavio Albanese, Marco Milano, Fourino, I Piccoli Cantori di Milano
- 1991 - Corre il treno di Ciao Ciao (incisa nell'album Fivelandia 9 – Le più belle sigle originali dei tuoi amici in TV) con Paola Tovaglia, Flavio Albanese, Marta Iacopini, Guido Cavalleri, I Piccoli Cantori di Milano
- 1992 - Afferra la magia di Ciao Ciao (incisa nell'album Fivelandia 10 – Le più belle sigle originali dei tuoi amici in TV) - con i Piccoli Cantori di Milano

### Singoli
- 1986 - Four e Giorgia Ciao Ciao (Five Record FM 13138)
- 1988 - Ciao Ciao siamo tutti tuoi amici (Five Record FM 13207)
- 1989 - Per me, per te, per noi, Ciao Ciao (Five Record FM 13242)